# Phaser (efecte)

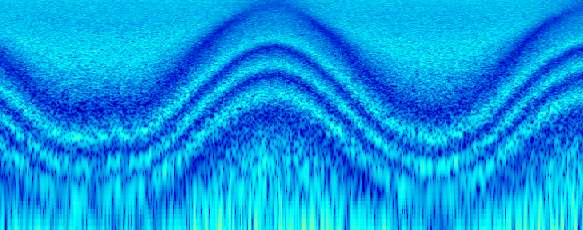
Espectrograma d'un phaser de 8 etapes modulat per un LFO sinusoïdal aplicat al soroll blanc.

Un phaser és un processador de so electrònic utilitzat per filtrar un senyal creant una sèrie de pics i creus en l'espectre de freqüència. La posició dels pics i els baixos de la forma d'ona afectada normalment es modula per un oscil·lador intern de baixa freqüència de manera que varien amb el temps, creant un efecte d'escombrat.

Els fases s'utilitzen sovint per donar un efecte "sintetitzat" o electrònic als sons naturals, com ara la parla humana. La veu de C-3PO de Star Wars es va crear agafant la veu de l'actor i tractant-la amb un phaser.
| Phaser en sintetitzador de cordes                                                                               |
| |
| Una mostra de corda curta i sense processar, seguida d'uns quants efectes de fase diferents a la mateixa mostra |
| |

## Procés
L'efecte de fase electrònic es crea dividint un senyal d'àudio en dos camins. Un camí tracta el senyal amb un filtre de pas total, que conserva l'amplitud del senyal original i altera la fase. La quantitat de canvi de fase depèn de la freqüència. Quan es barregen els senyals dels dos camins, les freqüències que estan fora de fase es cancel·laran mútuament, creant les osques característiques del phaser. Canviar la proporció de barreja canvia la profunditat de les osques; les osques més profundes es produeixen quan la proporció de barreja és del 50%.
| Phaser en bateria                                                                                     |
| |
| Una mostra de tambor curta i sense processar, seguida de la mateixa mostra amb un efecte de fase lent |
| |

La definició de phaser exclou normalment els dispositius on la secció de pas total és una línia de retard ; aquest dispositiu s'anomena flanger. L'ús d'una línia de retard crea una sèrie il·limitada de osques i pics igualment espaiats. És possible posar en cascada una línia de retard amb un altre tipus de filtre de pas tot. Això combina el nombre il·limitat d'osques del flanger amb l'espaiat desigual del phaser.

## Estructura
Els fasers electrònics tradicionals utilitzen una sèrie de xarxes variables de desfasament de pas total que alteren les fases dels diferents components de freqüència del senyal. Aquestes xarxes passen totes les freqüències a un volum igual, introduint només un canvi de fase al senyal. Les orelles humanes no responen gaire a les diferències de fase, però això crea interferències audibles quan es barreja amb el senyal sec (no processat), creant osques. L'estructura simplificada d'un faser mono es mostra a continuació:
El nombre de filtres de pas total (normalment anomenats etapes ) varia segons els diferents models, alguns phasers analògics ofereixen 4, 6, 8 o 12 etapes. Els phasers digitals poden oferir fins a 32 o fins i tot més. Això determina el nombre d'osques/pics del so, afectant el caràcter general del so. Un phaser amb n etapes generalment té n/2 osques a l'espectre, de manera que un phaser de 4 etapes tindrà dues osques.

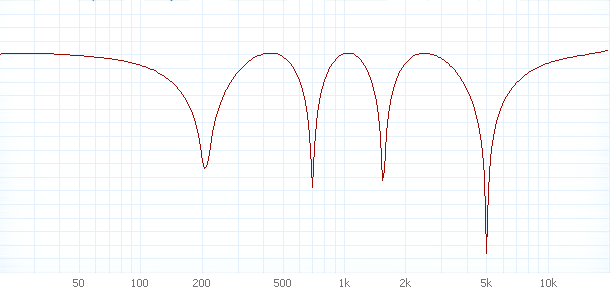
Resposta de freqüència mesurada d'un phaser de 8 etapes sense retroalimentació, relació sec/humit: 50/50%